# Zopfiella pilifera
Zopfiella pilifera är en svampart som beskrevs av Udagawa & Furuya 1972. Zopfiella pilifera ingår i släktet Zopfiella och familjen Lasiosphaeriaceae.   Inga underarter finns listade i Catalogue of Life.